# Эмсдеттен
Эмсдеттен (нем. Emsdetten) — город в Германии, в земле Северный Рейн-Вестфалия.
Подчинён административному округу Мюнстер. Входит в состав района Штайнфурт.  Население составляет 35 523 человека (на 31 декабря 2010 года). Занимает площадь 71,89 км². Официальный код  —  05 5 66 008.

## История

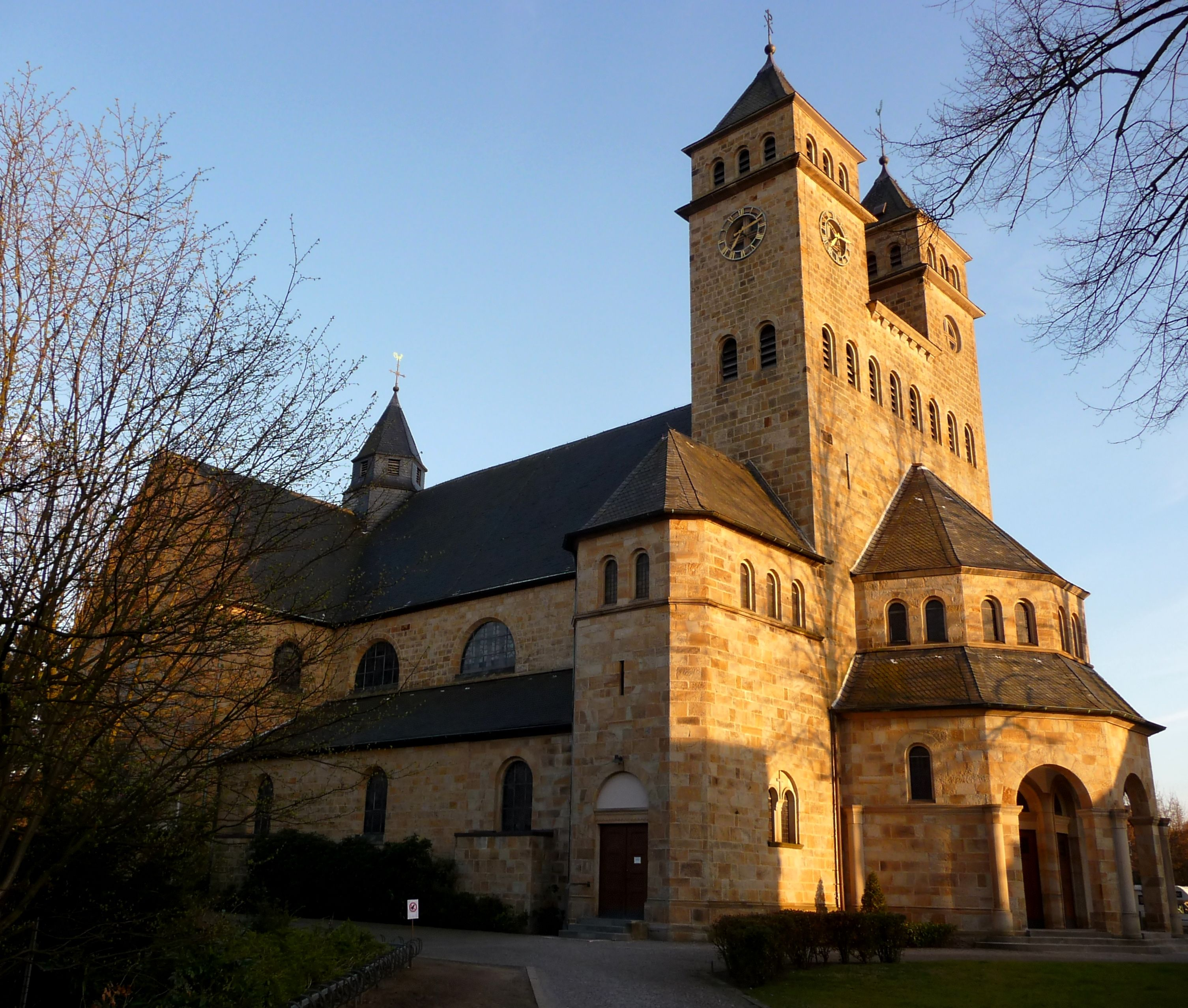
Церковь Сердца Христова

- ок. 1200 до н.э. — следы первых поселений.
- 1178 — первое упоминание в хрониках под названием "Теттен" (нем. Thetten)
- 18 сентября 1938 — Эмсдеттен получил право называться городом. Население — ок. 17 000 человек.

## Известные люди
- Йоханнес Беднорц — физик, лауреат Нобелевской премии по физике 1987 года.
- Вегнер, Теодор Хуберт (1880—1934) — немецкий геолог и палеонтолог.